# Seoule Simeon
Seoule Simeon, dont le nom est également orthographié Seule Simeon, né le 10 octobre 1970, est un homme politique vanuatais.

## Biographie
Issu de la minorité francophone du pays, il est scolarisé au lycée Louis-Antoine de Bougainville. Il n'effectue pas d'études supérieures.
Aux élections législatives de 2016, il est élu député de la circonscription d'Épi au Parlement de Vanuatu, sous l'étiquette de l'Union des partis modérés, parti historique des conservateurs francophones. Le 26 novembre, à l'occasion d'un remaniement ministériel, il est nommé ministre de la Jeunesse et des Sports dans le gouvernement de Charlot Salwai. Il conserve cette fonction jusqu'au 6 septembre 2019, lorsqu'il est élu président du Parlement.
Réélu député aux élections législatives de 2020, cette fois sous l'étiquette du Mouvement de réunification pour le changement, il est nommé ministre de l'Éducation et de la Formation dans le gouvernement de Bob Loughman. Il démissionne pour cela du parti, qui siège sur les bancs de l'opposition parlementaire,,,. Le 15 juin 2021, il quitte le gouvernement pour être élu président du Parlement, avec l'appui du gouvernement. À ce titre, il assure l'intérim de la présidence de la république le 6 juillet 2022 à l'issue du mandat de cinq ans de Tallis Obed Moses, jusqu'à l'élection de son successeur prévue le même mois.